# Браунсборо-Фарм (Кентуккі)
Браунсборо-Фарм (англ. Brownsboro Farm) — місто (англ. city) в США, в окрузі Джефферсон штату Кентуккі. Населення — 640 осіб (2020).

## Географія
Браунсборо-Фарм розташоване за координатами 38°18′13″ пн. ш. 85°35′40″ зх. д. / 38.30361° пн. ш. 85.59444° зх. д. (38.303603, -85.594413).  За даними Бюро перепису населення США в 2010 році місто мало площу 0,59 км², з яких 0,59 км² — суходіл та 0,00 км² — водойми.

## Демографія
Згідно з переписом 2010 року, у місті мешкало 648 осіб у 236 домогосподарствах у складі 200 родин. Густота населення становила 1097 осіб/км².  Було 239 помешкань (404/км²).
Расовий склад населення:
| - 94,8 % — білих - 2,0 % — чорних або афроамериканців - 1,7 % — азіатів |

До двох чи більше рас належало 1,2 %. Частка іспаномовних становила 1,2 % від усіх жителів.
За віковим діапазоном населення розподілялося таким чином: 27,8 % — особи молодші 18 років, 54,0 % — особи у віці 18—64 років, 18,2 % — особи у віці 65 років та старші. Медіана віку мешканця становила 45,1 року. На 100 осіб жіночої статі у місті припадало 95,2 чоловіків;  на 100 жінок у віці від 18 років та старших — 88,0 чоловіків також старших 18 років.
Середній дохід на одне домашнє господарство  становив 94 751 долар США (медіана — 86 000), а середній дохід на одну сім'ю — 101 323 долари (медіана — 93 750). Медіана доходів становила 63 125 доларів для чоловіків та 55 833 долари для жінок. За межею бідності перебувало 2,5 % осіб, у тому числі 3,1 % дітей у віці до 18 років та 1,9 % осіб у віці 65 років та старших.
Цивільне працевлаштоване населення становило 323 особи. Основні галузі зайнятості: освіта, охорона здоров'я та соціальна допомога — 29,4 %, фінанси, страхування та нерухомість — 17,6 %, науковці, спеціалісти, менеджери — 8,7 %, виробництво — 8,0 %.